# アルクァ・ペトラルカ
アルクァ・ペトラルカ（伊: Arquà Petrarca）は、イタリア共和国ヴェネト州パドヴァ県にある、人口約1,800人の基礎自治体（コムーネ）。

## 名称
もとは単にアルクァ（Arquà）という名前だったが、1374年にこの地で没した文人ペトラルカの名を付けた。当地にはペトラルカの家と墓が残っている。

## 地理

### 位置・広がり
パドヴァ県中部、コッリ・エウガネイに位置するコムーネ。県都パドヴァから南西へ20km、ロヴィーゴから北北西へ23km、ヴィチェンツァから南南東へ34km、州都ヴェネツィアから西南西へ50kmの距離にある。

#### 隣接コムーネ
隣接するコムーネは以下の通り。
- バオーネ
- ガルツィニャーノ・テルメ
- モンセーリチェ

### 気候分類・地震分類
気候分類では、zona E, 2344 GGに分類される。
また、イタリアの地震リスク階級 (it) では、zona 3 (sismicità bassa) に分類される。
- 集落

## 姉妹都市
- Fontaine-de-Vaucluse、フランス

## 文化・観光
「イタリアの最も美しい村」クラブ加盟コムーネである。